# العلاقات القبرصية اللاتفية
العلاقات القبرصية اللاتفية هي العلاقات الثنائية التي تجمع بين قبرص ولاتفيا.

## مقارنة بين البلدين
هذه مقارنة عامة ومرجعية للدولتين:
| وجه المقارنة                                              | قبرص                                                                 | لاتفيا                                             |
| --------------------------------------------------------- | -------------------------------------------------------------------- | -------------------------------------------------- |
| المساحة (كم2)                                             | 9.24 ألف                                                             | 64.59 ألف                                          |
| عدد السكان (نسمة)                                         | 1.14 مليون                                                           | 1.93 مليون                                         |
| الكثافة السكانية (ن./كم²)                                 | 123.38                                                               | 29.88                                              |
| العاصمة                                                   | نيقوسيا                                                              | ريغا                                               |
| اللغة الرسمية                                             | اليونانية الحديثة، اللغة التركية، لغة يونانية                        | اللغة اللاتفية                                     |
| العملة                                                    | يورو، جنيه قبرصي                                                     | يورو، لاتس لاتفي، الروبل اللاتفي ‏، الروبل اللاتفي ‏ |
| الناتج المحلي الإجمالي (بليون دولار)                      | 21.65 مليار                                                          | 30.26 مليار                                        |
| الناتج المحلي الإجمالي (تعادل القوة الشرائية) بليون دولار | 26.73 مليار                                                          | 49.24 مليار                                        |
| الناتج المحلي الإجمالي الاسمي للفرد دولار أمريكي          | 23.24 ألف                                                            | 14.06 ألف                                          |
| الناتج المحلي الإجمالي للفرد دولار أمريكي                 | 30.24 ألف                                                            | 23.55 ألف                                          |
| مؤشر التنمية البشرية                                      | 0.850                                                                | 0.819                                              |
| رمز المكالمات الدولي                                      | +357                                                                 | +371                                               |
| رمز الإنترنت                                              | .cy                                                                  | .lv                                                |
| المنطقة الزمنية                                           | ت ع م+02:00، ت ع م+03:00، توقيت شرق أوروبا، توقيت شرق أوروبا الصيفي ‏ | ت ع م+02:00، ت ع م+03:00، أوروبا/ريغا ‏             |

## مدن متوأمة
في ما يلي قائمة باتفاقيات التوأمة بين مدن قبرصية ولاتفية:
- ترتبط Agros, Cyprus [الإنجليزية]‏ مع سيغولدا باتفاقية توأمة.[16]

## منظمات دولية مشتركة
يشترك البلدان في عضوية مجموعة من المنظمات الدولية، منها:
| علم المنظمة | اسم المنظمة                               | تاريخ انضمام قبرص | تاريخ انضمام لاتفيا |
| ----------- | ----------------------------------------- | ----------------- | ------------------- |
|             | المنظمة الأوروبية لسلامة الملاحة الجوية   | 1991              | 2011                |
|             | المنظمة الهيدروغرافية الدولية             | ?                 | ?                   |
|             | منظمة الشرطة الجنائية الدولية             | ?                 | ?                   |
|             | الاتحاد البريدي العالمي                   | ?                 | ?                   |
|             | منظمة التجارة العالمية                    | ?                 | 1999                |
|             | الفريق المعني برصد الأرض                  | ?                 | ?                   |
|             | مجموعة الموردين النوويين                  | ?                 | ?                   |
|             | مؤسسة التنمية الدولية                     | 2 مارس 1962       | 11 أغسطس 1992       |
|             | منظمة الأمن والتعاون في أوروبا            | 25 يونيو 1973     | 10 سبتمبر 1991      |
|             | مؤسسة التمويل الدولية                     | 2 مارس 1962       | 29 سبتمبر 1993      |
|             | مجلس أوروبا                               | ?                 | ?                   |
|             | منظمة حظر الأسلحة الكيميائية              | ?                 | ?                   |
|             | الأمم المتحدة                             | 20 سبتمبر 1960    | 17 سبتمبر 1991      |
|             | الاتحاد الدولي للاتصالات                  | 24 أبريل 1961     | 11 ديسمبر 1921      |
|             | الاتحاد الأوروبي                          | 1 مايو 2004       | 1 مايو 2004         |
|             | البنك الدولي للإنشاء والتعمير             | 21 ديسمبر 1961    | 11 أغسطس 1992       |
|             | مجموعة أستراليا                           | 2000              | 2004                |
|             | المركز الدولي لتسوية المنازعات الاستشارية | 25 ديسمبر 1966    | 7 سبتمبر 1997       |
|             | وكالة ضمان الاستثمار متعدد الأطراف        | 12 أبريل 1988     | 21 أغسطس 1998       |
|             | يونسكو                                    | 6 فبراير 1961     | 9 يوليو 1951        |

## وصلات خارجية
- موقع وزارة الخارجية القبرصية
- موقع وزارة الخارجية اللاتفية